# Marc'Antonio Ingenieri
Marc'Antonio Ingegneri (také Ingegnieri, Ingignieri, Ingignero, Inzegneri; cca 1547 Verona – 1. července 1592 Cremona) byl italský hudební skladatel pozdní renesance.

## Život
Narodil se ve Veroně. Jeho rodina pocházela patrně z Benátek. O jeho dětství a hudebním vzdělání není mnoho informací. Patrně studoval u Cipriana de Rore v Parmě a Vincenze Ruffa ve Veroně. Okolo roku 1570 odešel Cremony a získal si dobrou pověst jako hudebník i skladatel. Je znám jako hráč na smyčcové nástroje, ale patrně byl i varhaníkem. V roce 1581 se stal sbormistrem v katedrále Nanebevzetí Panny Marie a zřejmě v této funkci setrval až do své smrti v roce 1592.
Přestože celou svou tvůrčí kariéru strávil na severu Itálie, díky stylové podobnosti s Giovannim Pierluigim da Palestrinou se řadí do Římské školy polyfonní duchovní hudby. Proslavil se také jako učitel Claudia Monteverdiho.

## Dílo
Na jeho hudbu mělo vliv blízké přátelství s papežem Řehořem XIV., který byl propagátorem reforem po Tridentském koncilu. Jedním z jeho závěrů byl požadavek dobré srozumitelnosti textů v polyfonii církevních skladeb, Ingegneri toto po Palestrinově vzoru dodržoval, jeho dvacet sedm Responsorií bylo dokonce dlouhou dobu mylně přisuzováno právě Palestrinovi.

### Duchovní hudba
- Liber primus missarum (1573)
- Sacrarum cantionum pro 5 hlasů(1576)
- Sacrarum cantionum pro 4 hlasy (1586)
- Liber secundus missarum pro 5 hlasů (1587)
- Responsoria hebdomadae sanctae, Benedictus and improperia a Miserere pro 4 a 6 hlasů (1588)
- Lamentationes Hieremiae pro 4 hlasy (1588)
- Liber sacrarum cantionum pro 16 hlasů a nástroje (1596)
- Sacrae cantiones ... liber primus pro 6 hlasů (1591)
- Liber secundus hymnorum pro 4 hlasy (1606)
- několik dalších skladeb publikovaných v různých sbírkách

### Světské práce
- Il primo libro de madrigali for 5 and 8 voices (lost)
- Il secondo libro de madrigali for 5 voices (1572)
- 9 knih madrigalů a 10 dalších v různých sbírkách